# Steinart
Ne doit pas être confondu avec Steinert.
Le Steinart ou Steinhart est une petite région du département de la Moselle, située entre Forbach et Sarreguemines.

## Géographie
Le Steinart est caractérisé par les affleurements du muschelkalk, et compris entre le grès bigarré et les marnes irisées.
Ses limites sont tracées par les 17 villages de Théding, Folkling, Œting, Behren, Etzling, Spicheren, Alsting, Lixing, Rouhling, Nousseviller, Ippling (en partie), Hundling, Metzing, Diebling et Tenteling. 
Le centre du Steinhart est occupé par  Kerbach, Bousbach